# Bernshausen (Seeburg)
Bernshausen è una frazione (Ortsteil) del comune di Seeburg, nel land della Bassa Sassonia, in Germania.

## Storia
Già comune autonomo nel circondario di Duderstadt, fu soppresso e incorporato a Seeburg il 1º gennaio 1973.